# Motor Scout

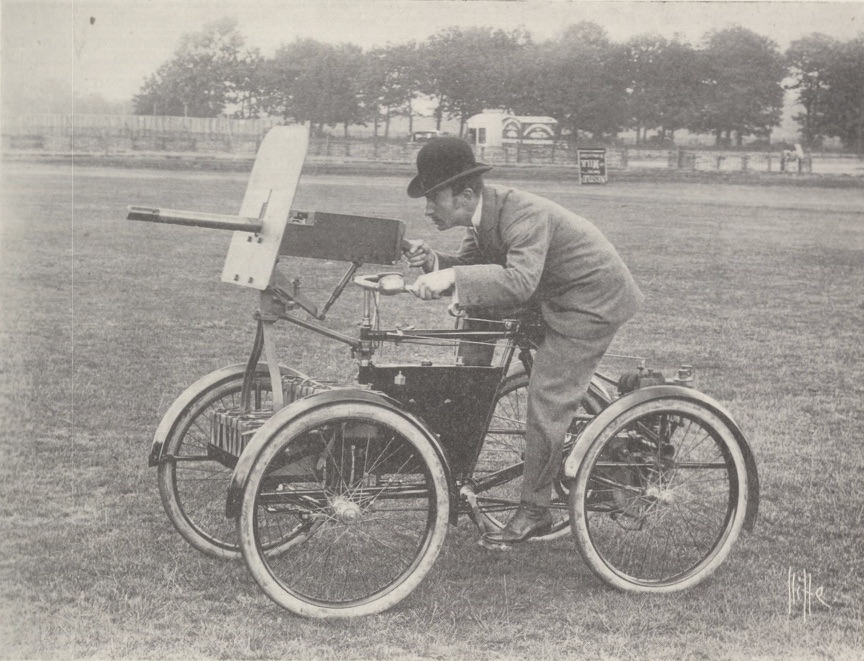
Simms „Motor Scout“ (1898)

Motor Scout ist die Bezeichnung des frühesten bekannten Fahrzeuges, das von einem Verbrennungsmotor angetrieben und mit Bewaffnung ausgestattet wurde. Der Motor Scout wurde von Frederick Richard Simms im Jahr 1898 vorgestellt und gilt als erstes Radfahrzeug mit Maschinengewehr und Verbrennungsmotor.